# کاغذ

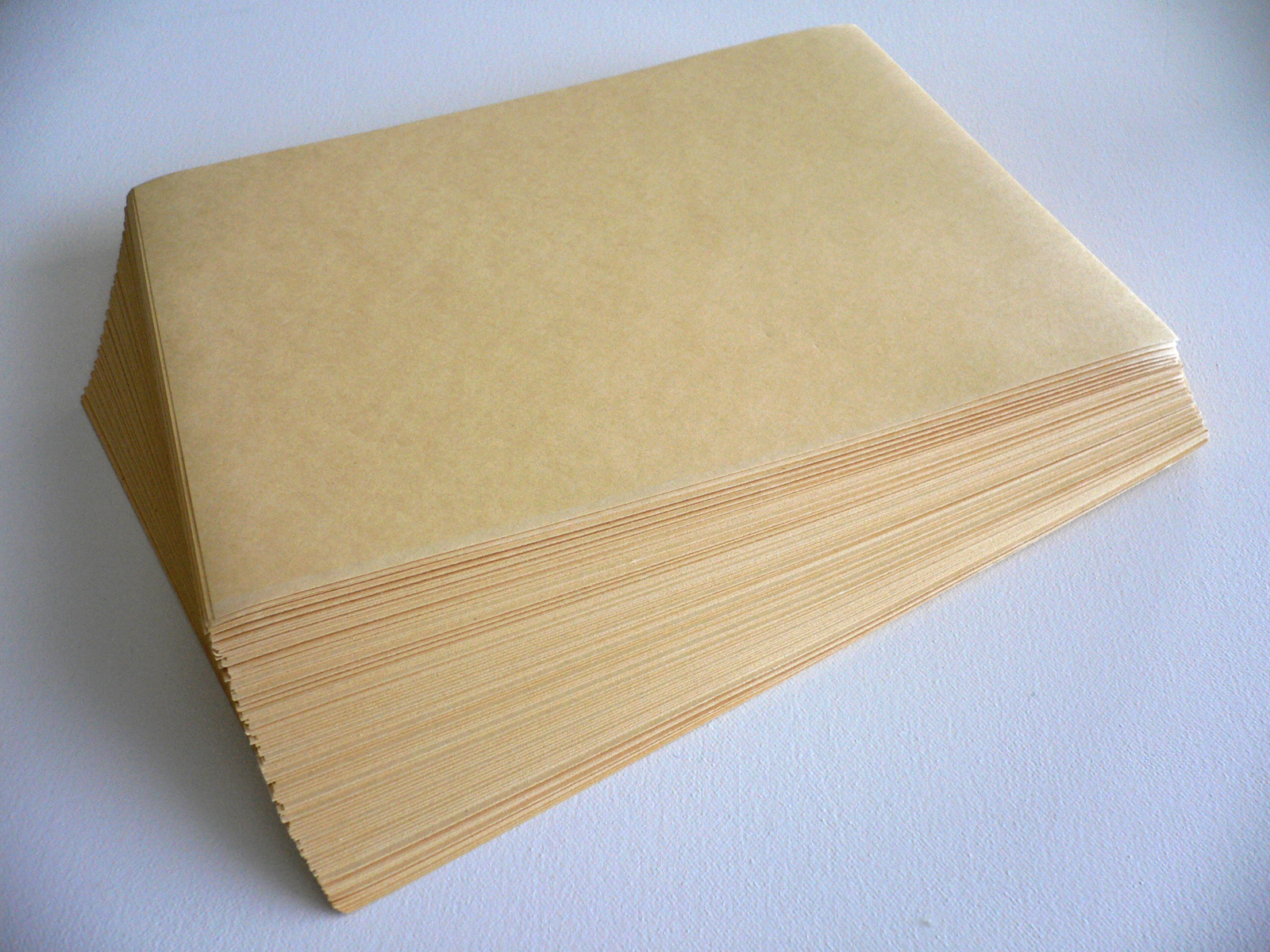
یک دسته کاغذ

اندازه‌های استاندارد کاغذ

کاغَذ به ماده‌ای گفته می‌شود که از خمیر کتان یا پنبه یا کنف یا چوب یا ضایعات کشاورزی یا بعضی گیاهان مثل بامبو و… ساخته شود و به کار نوشتن یا کشیدن یا ساختن شیء سه بعدی آید و در اصطلاح علمی عبارت است از تراکم الیاف سلولزی که به‌طور نامنظم داخل یکدیگر شده و در نتیجه یک مادهٔ فشرده را تشکیل می‌دهد که در ابعاد و اوزان مختلف به دست می‌آید.
کاغذای زمان اختراع آن تا کنون وسیله انتقال اندیشه بشر بوده است و نقش مهمی در جمع‌آوری و ذخیره اطلاعات و دانش بشر که نتیجه‌ای از تجربیات و تفکرات اوست دارد و از این رو با پیدایش مرکب و صنعت چاپ و مواد رنگ دار این اندیشه بشری با ابزار نوین درآمیخت و به صورت یک پدیدهٔ مهم، امروزه با آن برخورد می‌گردد.
مصرف کاغذ با اختراع آن همراه بوده است که گفته می‌شود، مصریان پیشقدم در این اختراع بوده‌اند و واژهٔ (pa
ا
per) (کاغذ) از نام درختی به نام (پاپیروس) گرفته شده که مصریان از این درخت کاغذ می‌ساختند و از بسیاری جهات نشانگر سطح رشد علمی و فرهنگی جامعه می‌باشد. با پیشرفت اطلاعات و معلومات بشر از دانش رنگ، کاغذهای رنگی برای جلب توجه و زیبایی و مقوا و کارتن‌های رنگ آمیزی شده برای بسته‌بندی و بالاخره جعبه‌های شیرینی و شکلات برای مصرف خانگی و نظایر این‌ها همه دلیل بر دانش برتر و استفاده بشر از این صنعت و اختراع است که روز به روز رو به توسعه و تکامل می‌باشد و در تاریخ از آن یاد شده است.

## پیدایش کاغذ با پاپیروس و پرگامنت‌ها
به گفتهٔ تاریخ، مصریان باستان نخستین مردمانی بوده‌اند که از نوعی نی شبیه بامبو به نام پاپیروس صفحاتی می‌ساختند و بر روی آن می‌نوشتند و نیز کاغذ بردی را مصریان اختراع کردند. مردم مصر نی پاپیروس را به صورت نوارهای نازک و بسیار ظریفی کنار یکدیگر قرار می‌دادند و سپس به وسیلهٔ فشارها و صیقل دادن به آن به شکل ورق درمی‌آوردند.
سابقهٔ نوشتن به هزاران سال قبل می‌رسد و بشر در آغاز تمدن و ابداع خط از گل رس لوحه‌هایی می‌ساخت و برای نوشتن مطالب خود استفاده می‌کرد؛ این الواح با حرارت آفتاب خشک می‌شد یا با آتش می‌پخته است.
در ۲۵۰۰ سال پیش از میلاد بود که برای ثبت و ضبط کلمات، مسئله نوشتن بر کاغذ مطرح گردید و همانطوری که اشاره شد پاپیروس را مصری‌ها درست کردند، چند برگ پاپیروس را مصری‌ها بهم می چسبانیده‌اند تا یک نوار دراز طومار مانند به دست آید. کاغذ پاپیروس از بهم پیوستن برگ‌ها و پوستهٔ گیاهی نی مانند به نام پاپیروس است؛ برگ‌های پاپیروس نسبتاً شکننده بودند و بنابر این به فکر افتادند از پوست بعضی حیوانات مثل گوسفند، آهو و گوساله استفاده شود. نخستین بار در شهر پرگاموس واقع در آسیای صغیر، صنعتگران از پوست حیوانات با شیوه‌های مخصوص، پوست‌های درخشان و نازکی به دست آوردند که خیلی بادوام تر و نرم‌تر از پاپیروس بود و معروفترین آن‌ها کاغذ پرگامنت بود. پرگامنت از نام شهر پرگاموس گرفته شده که از مراکز تولید و توزیع این کاغذ بوده است.
در روایات و اخبار نوشته شده است که کتاب اوستا را قبل از اسلام بر روی ۱۲ هزار پوست گاو نوشته‌اند که این روایت و خبر دلیل دیگری است که از پیش از اسلام در ایران، از پوست به جای کاغذ استفاده می‌کردند.
مردمان یونان به پاپیروس، کارتس (Karton) می‌گفتند و کلمه کارتس به زبان عربی قرطاس گفته شده است که در حقیقت همان پاپیروس است که از شهرهای واقع در دلتای مصر، آن را به یونان برده‌اند.
خط مصریان قدیم خط هیروگلیف (Hieroglyph) بوده است که بر روی پاپیروس‌ها نقش بسته است و به موجب دو سند یونانی که مربوط به قرن سوم میلادی ذکر شده در حال حاضر در موزه‌های لیدن و استکهلم نگهداری می‌شود.
چینی‌ها اولین و نخستین مردمانی بودند که بیش از ۲ هزار سال پیش، کاغذهایی مانند کاغذهای امروزی ساختند. ایرانیان مسلمان شیوه ساختن کاغذ را در سده نخست پس از اسلام از چینی‌ها آموختند و آن را بهبود بخشیدند. شهر سمرقند برای سال‌ها بزرگ‌ترین مرکز ساختن و خرید و فروش کاغذ بود. سپس، در شهرهای دیگر، از جمله بغداد، دمشق، قاهره، مراکش، جزیره سیسیل و شهرهای مسلمان‌نشین اسپانیا، کارخانه‌های کاغذسازی به راه افتاد. یافته‌های باستان‌شناسی نشان می‌دهند که از قرن اول میلادی، در چین کاغذ وجود داشته است. در سال ۱۰۵ میلادی، یکی از درباریان، ماده جدیدی را برای امپراتور توصیف کرد که از پارچه‌های کهنه، پوست درختان، کنف و علف تهیه می‌شد وروی آن می‌نوشتند. به مرور زمان، شیوه تهیه کاغذ بهتر شد و ان را با الیاف گیاهانی مانند خیزران می‌ساختند. عرب‌ها این محصول را به اروپا بردند و در سال ۱۱۵۰ میلادی، غربیان نخستین کاغذ سازی را در اسپانیا بنا کردند. ماشین تولید انبوه کاغذ را چینی‌ها اختراع کردند. نخستین اسکناس نیز در سال ۱۰۲۴ میلادی در چین تهیه و مبادله شد.

## ساخت کاغذ
الیافی که در ساخت کاغذ بکار می‌رود معمولاً طبیعی و شامل سلولز است؛ و به دو روش شیمیایی و فیزیکی است.
به این صورت که الیاف سلولزی را در آب قرار می‌دهند تا رطوبت کافی جذب و حالت خمیری و نرم پیدا کند. سپس بر روی یک صفحه شبکه ای قرار می‌دهند تا خشک شود و حالت یکدست پیدا کنند. الیاف نیز با از دست دادن رطوبت خود به یکدیگر نزدیک می‌شوند و در نقاطی که روی یکدیگر قرار گرفته‌اند یک پیوند فیزیکی ایجاد می‌شود که این الیاف را به هم متصل می‌کند.

## پیرامون واژه
کاغذ واژه‌ای پارسی است یا نیز ممکن است ریشه‌ای چینی داشته باشد. و ذکر واژهٔ «کاغذ» یا «ورق» در نوشته‌های کهن عربی بسیار فراوان دیده می‌شود.

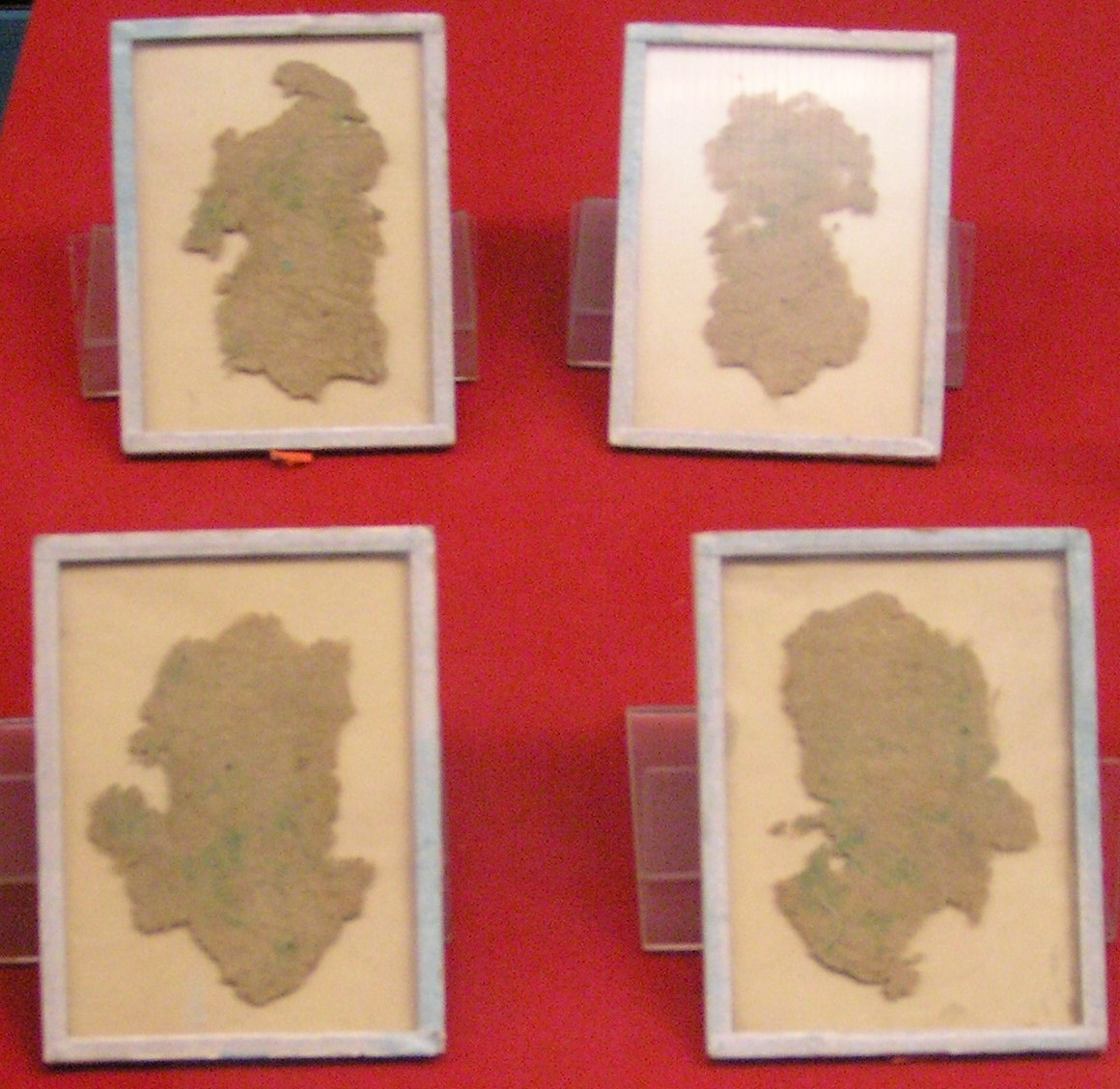
کهن‌ترین کاغذهای شناخته شده در چین مربوط به یک سده پیشین از میلاد

مراحل ساخت سنتی کاغذ در چین

خمیر کاغذ بیشتر از چوب سوزنی برگان ساخته می‌شود (به دلیل داشتن الیاف طولانی‌تر)
کاغذ یکی از فراورده‌های مهم چوب است. برای ساختن کاغذ ابتدا تنه درخت را به وسیله دستگاه خردکن به خورده چوب و براده چوب تبدیل می‌کنند. سپس خرده چوب‌ها را به وسیله مواد شیمیایی و روش‌های مختلف در برج پخت خمیر تجزیه می‌کنند و از آن‌ها الیاف سلولوزی به دست می‌آید که خمیر کاغذ نامیده می‌شود. از درهم رفتن الیاف سلولوزی و بعد از پرس آن‌ها ورقه کاغذ ساخته می‌شود.

## انواع برش کاغذ
اندازهٔ کاغذ از نظر برش طبق استانداردهای مختلف طبقه‌بندی می‌شود. یکی از مهم‌ترین طبقه‌بندی‌های بین‌المللی، استاندارد A است. در این استاندارد، از A0 که بزرگ‌ترین اندازه است، هرچه عدد بزرگ‌تر می‌شود، ابعاد کاغذ نصف می‌گردد به‌طوری‌که:
- A0: 84.1*118.9 cm
- A1: 59.4*84.1 cm
- A2: 42*59.4 cm
- A3: 29.7*42 cm
- A4: 21*29.7 cm
- A5: 14.8*21 cm
- A6: 10.5*14.8 cm

البته برش‌های غیراستانداردی مثل A-1 نیز وجود دارد.
کاغذ A4 کاربردترین و پرمصرف‌ترین نوع کاغذ در ایران و دیگر نقاط دنیاست. بیشترین مصرف کاغذ A4 در شرکت‌ها و ادارات می‌باشد که یکی از اقلام مصرفی اداری به حساب می‌آید، در نتیجه کیفیت نوع کاغذ و همچنین قیمت مناسب کاغذ A4 برای مدیران شرکتها و موسسات بسیار حائز اهمیت می‌باشد. کیفیت بالا و قیمت مناسب کاغذ موجب می‌گردد که یک برند، جایگاه ویژه ای را در بازار کاغذ پیدا کند. بررسی‌ها حاکی از آن است که کیفیت بالای کاغذ با طول عمر دستگاه‌هایی که از کاغذ استفاده می‌کنند رابطه مستقیمی دارد، برای مثال می‌توان گفت که دستگاه کپی، دستگاه پرینتر، دستگاه فکس و سایر دستگاه‌هایی که ماده اصلی مصرفی آنها کاغذ است طول عمر مشخصی دارند، که قطعاً با استفاده از کاغذهای مناسب و با کیفیت بالا می‌توان بیشترین استفاده را از طول عمر مفید دستگاه داشت.

## قطع کاغذ برای کتاب

### قطع کتابچیست
همان اندازه درازا و پهنای کتاب است. به عبارت دیگر، قطع کتاب به‌طور کلی اندازه درازا در برابر پهنا (طول و عرض) هر برگ سنجیده می‌شود، یا گاهی اندازه درازا (طول) در مقابل پهنا (عرض) جلد یک کتاب است.
تعدادی از اصطلاحات به‌طور معمول برای اندازه کلی (عمومی) کتاب‌ها توسط مراکز چاپ و کتابخانه‌ها مورد استفاده قرار می‌گیرند. دلیل به‌وجود آمدن قطع‌های مختلف برای کتاب، استفاده آسان‌تر یا متناسب با نوع کاربرد هر کتاب بوده است.

### انواع قطع کتاب
اکنون رایج‌ترین قطع برای کتاب، در همه‌جا، قطع وزیری است که ابعاد آن از ۱۳×۲۰ تا ۲۰×۲۶ سانتی‌متر متغیر است. قطع رقعی با ابعاد ۱۵×۲۲ و قطع جیبی با ابعاد ۵/۱۶×۱۱ سانتیمتر از دیگر قطع‌های رایج محسوب می‌شوند. معمولاً در چاپ کتاب‌های هنری و نفیس از قطع رحلی و برای کتاب‌های کودکان از قطع خشتی استفاده می‌شود. باید توجه داشت ابعاد ذکرشده برای هر قطع، تقریبی است، و در برخی منابع، اندازه‌های متفاوتی ارائه شده است.

## مشخصات کاغذ
- گرماژ
- تعداد در بسته
- راه یا الیاف کاغذ (LG یا SG)

## کاغذ کاهی
کاغذ کاهی یا در اصطلاح کاغذ روزنامه، کاغذی است که از تفاله چوب به دست می‌آید. به این صورت که از تفاله‌های چوب خمیری درست می‌کنند و سپس کاغذ را از آن تولید می‌کنند. کاغذهای نخودی یا بازیافتی یا قهوه‌ای نام‌های دیگری ست که به این کاغذ گفته می‌شود. چاپ روی کاغذ کاهی که معمولاً با چاپ افست انجام می‌شود، برای کارهای سریع مانند چاپ روزنامه مفید است.
ناشران معمولاً از چاپگرهای ۴ رنگ و با کیفیت برای چاپ روی کاغذ کاهی استفاده می‌کنند که معمولاً چاپگرهای مدرن با سرعت بالا هستند.

### تاریخچه
این کاغذ از چه زمانی وارد بازار شد مورد استفاده قرار گرفت، شاید به سال ۱۸۴۴ برگردد که چارلز فنرتی از ۶ سال قبل روی خمیر چوب کار می‌کرد تا بتواند از آن برای تولید کاغذ استفاده کند و سرانجام در سال ۱۸۴۴ موفق به ثبت اختراع خود یعنی کاغذ کاهی شد.
این نمونه برای اولین بار در روزنامه هالیفاکس که در آن زمان یکی از مشهورترین روزنامه‌ها بود استفاده شد و روزنامه با کاغذ کاهی چاپ شد.

### کاربردها
از این کاغذ می‌توان برای کاغذ الگو، پیچیدن میوه‌ها، دور نان ساندویچ یا به عنوان کاغذ روزنامه یا حتی چرک‌نویس استفاده کرد اما چیزی که مهم است، این است که این کاغذ برای محیط زیست مفید است چون یک کاغذ بازیافتی ست یا اگر بازیافتی نباشد، از الیاف نیشکر و پنبه در تولید آن استفاده شده است؛ بنابراین باعث می‌شود تا تعداد درخت کمتری قطع گردد.
امروزه از این کاغذ در صنعت چاپ و بسته‌بندی استفاده می‌شود و هنگام استفاده دور میوه یا ساندویچ، مانع خرابی محصول می‌شود. در ضمن به حفظ بهداشت هم کمک می‌کند.
این کاغذ برای چاپ آگهی‌ها بسیار مناسب است چون هم نازک است و هم کیفیت چاپ روی آن عالی ست و نسبت به کاغذهای دیگر، هزینه کمتری دارد و مقرون به صرفه است.

### مواد به کار رفته
این کاغذ به‌طور کلی توسط یک فرایند آسیاب مکانیکی انجام می‌شود، یعنی بدون فرایندهای شیمیایی که اغلب برای حذف لیگنین از خمیر استفاده می‌شود. لیگنین باعث می‌شود کاغذ در معرض هوا یا نور خورشید شکننده و زرد شود. به‌طور سنتی، روزنامه از الیاف استخراج شده از گونه‌های مختلف چوب نرم درختان (صنوبر، یا کاج و…) ساخته شده است. با این حال، درصد قابل توجهی از روزنامه‌ها در جهان با الیاف بازیافتی ساخته می‌شود که همان کاغذ کاهی است.

### هزینه کاغذ کاهی
کاغذ کاهی ارزانترین کاغذ موجود می‌باشد و به همین دلیل کاربرد بسیار زیادی پیدا کرده است.

### مصرف کاغذ کاهی
مصرف کاغذ کاهی به دلیل استفاده صنایع از اینترنت در تبلیغات در آمریکا و اروپا کاهش یافته است ولی در آسیا بخصوص چین و هند مصرف این کاغذ افزایش پیدا کرده است.
کاغذ معطر
کاغذ معطر یکی از گونه‌های خاص و کم‌یاب در میان انواع کاغذ است که به دلیل ویژگی‌های حسی و کاربردهای خاص خود، در موارد محدودی به‌کار می‌رود. این نوع کاغذ به‌گونه‌ای طراحی شده که رایحه‌ای مشخص و ملایم از خود ساطع می‌کند؛ رایحه‌ای که گاه طبیعی و گیاهی است و گاه ترکیبی از اسانس‌های مصنوعی با ماندگاری بالا. هدف از طراحی چنین کاغذهایی، افزودن یک بُعد حسی تازه به تجربه بصری خواننده یا مخاطب است؛ یعنی استفاده از رایحه برای تکمیل حس لمس و نگاه، تا محتوای روی کاغذ فراتر از یک متن ساده تجربه شود.
پیشینه استفاده از کاغذ معطر
استفاده از عناصر معطر در نوشت‌افزارها و مواد نگارشی، پیشینه‌ای بسیار طولانی دارد. در دوران باستان، مردم در سرزمین‌هایی چون مصر، هند و چین از پوست درختان، برگ گیاهان معطر یا حتی گل‌های خشک‌شده در کنار طومارها استفاده می‌کردند تا از یک‌سو بوی خوش به اطراف منتقل شود و از سوی دیگر از بوی نامطبوع نگارش طولانی یا نگهداری کاغذ در محیط‌های بسته جلوگیری گردد.
در سده‌های میانی، برخی نسخه‌های خطی مذهبی یا هنری به‌ویژه در فرهنگ‌های اسلامی، هندی و اروپایی، گاه همراه با مواد معطر نگهداری می‌شدند. البته در آن دوره خود کاغذ معطر به‌معنای امروز وجود نداشت، اما استفاده از عطر در کنار نسخ نفیس، زمینه‌ساز گسترش این ایده در دوره مدرن شد.
روش‌های تولید کاغذ معطر
کاغذ معطر معمولاً به دو شیوه اصلی تهیه می‌شود:
افزودن رایحه به خمیر کاغذ در مرحله تولید
در این روش، اسانس‌های معطر هنگام تهیه خمیر کاغذ و پیش از قالب‌گیری نهایی به آن اضافه می‌شوند. این کار باعث می‌شود رایحه به‌طور یکنواخت در بافت کاغذ نفوذ کند. مزیت این روش، ماندگاری بیشتر و یکنواختی عطر است.
آغشته‌سازی یا اسپری رایحه پس از تولید کاغذ
این روش معمول‌تر و اقتصادی‌تر است. در آن، پس از تولید کاغذ نهایی، سطح کاغذ با استفاده از اسپری‌های صنعتی یا تکنیک‌های بخوردهی به رایحه‌ای خاص آغشته می‌شود. بسته به کیفیت مواد استفاده‌شده، ماندگاری بو بین چند ماه تا چند سال متغیر است.
در هر دو روش، انتخاب نوع کاغذ اهمیت زیادی دارد. معمولاً کاغذهای گلاسه، نیمه‌گلاسه یا کاغذهای بدون بافت با سطح صاف انتخاب می‌شوند تا علاوه بر حفظ بهتر رایحه، امکان چاپ دقیق و شفاف نیز وجود داشته باشد.
رایحه‌های متداول در کاغذهای معطر
رایحه‌های استفاده‌شده در این نوع کاغذها معمولاً در دسته‌بندی رایحه‌های آرامش‌بخش، لطیف و طبیعی قرار می‌گیرند. از جمله رایج‌ترین آن‌ها می‌توان به موارد زیر اشاره کرد:
گل رز
یاس سفید
اسطوخودوس
صندل (چوب معطر)
مشک طبیعی یا مصنوعی
عنبر
نعناع یا اکالیپتوس در نسخه‌های خاص‌تر

## انواع کاغذ
- کاغذ پلی اتیلن دار (کاغذ لیوانی)
- کاغذ مومی
- کاغذ کادو
- کاغذ تحریر
- کاغذ گذاشته
- کاغذ کتان
- کاغذC1S (یک طرف روکش شده) و کاغذ C2S (پوشش دو طرفه)
- کاغذ گلاسه (کاغذ اندود شده)
- کاغذ ساتن
- کاغذ مات
- کاغذ پوشش داده شده مات
- کاغذ بالکی
- مقوا و کاغذ پشت طوسی
- کاغذ کرافت یا مقوای کرافت
- کاغذ روزنامه
- کاغذ پلاستیکی
- کاغذ الکترونیک
- کاغذ دیجیتال
- کاغذ حرارتی
- کاغذ عکاسی
- کاغذ دیواری
- کاغذ سنگ
- کاغذ صافی
- کاغذ عایق الکتریکی
- کاغذ رسم
- کاغذ کتاب